# Wilfried M. Bonsack

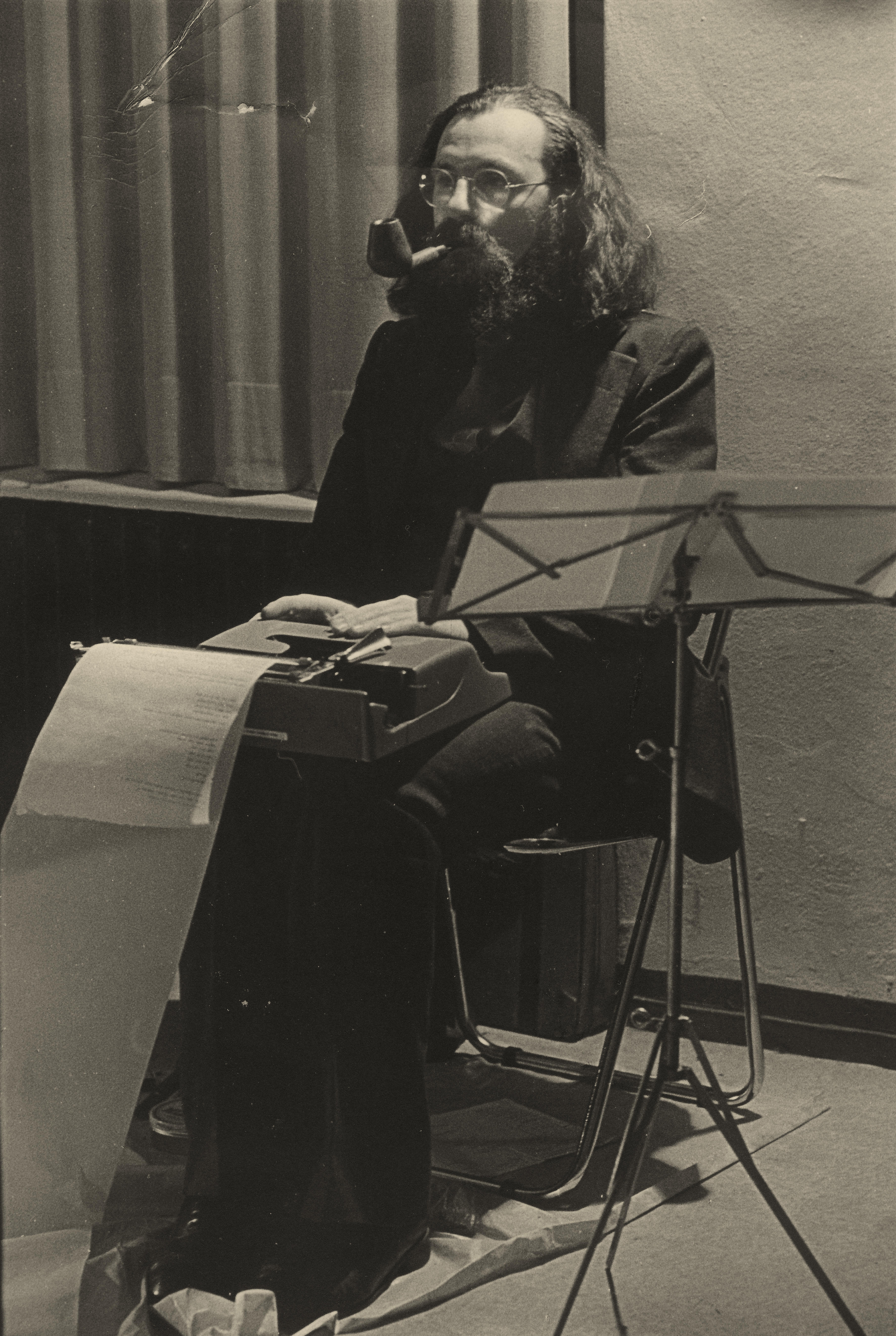
Wilfried M. Bonsack bei einer Lesung in Berlin 1989

Wilfried M. Bonsack (* 7. März 1951 in Berlin; † 15. Dezember 2012 in Berlin) war ein Berliner Dichter, Autor und Verleger, er betrieb mehr als 30 Jahre einen Literarischen Salon in Berlin-Mitte.

## Leben
Nach dem Abitur am Gymnasium zum Grauen Kloster in Berlin-Mitte schloss Bonsack eine Buchhändlerlehre ab und studierte anschließend von 1969 bis 1972 Theologie und Philosophie in Erfurt. Von 1971 bis 1973 war er als Lektor beim Gustav Kiepenheuer Verlag in Weimar tätig. Von 1974 bis 1976 arbeitete er im Henschel-Verlag, Berlin. Ab 1976 war er freiberuflicher Schriftsteller, Übersetzer, Herausgeber und Lektor in Berlin. Von 1988 bis 1989 absolvierte Bonsack ein Literaturstudium am Literaturinstitut »Johannes R. Becher« in Leipzig.
1990 gründete er den BONsai-typART Verlag. Bonsack verlegte vorwiegend Lyrik und brachte innerhalb von 10 Jahren etwa 30 bibliophile Buchausgaben heraus. Ab 1988 war Bonsack Mitglied des Deutschen Schriftstellerverbands der DDR und ab 1989 des Verbands deutscher Schriftsteller sowie der Neuen Gesellschaft für Literatur. 1992 wurde Bonsack zum Sprecher der Geschichtskommission des Verbands deutscher Schriftsteller gewählt.
In Berlin-Mitte betrieb er seit 1974 einen Jour fixe. Dieser fand zunächst in seiner Wohnung in der Auguststraße 19 statt, später in der Tucholskystraße 28 unter dem Titel jour fixe – tucho zwo acht. Insgesamt gab es über 500 Veranstaltungen dieser Art, Inhalte waren neben Lesungen auch Vorträge zu philosophischen, kulturellen, politischen und anderen Themen.

## Bibliografie

### Lyrik / Prosa
- Das Kamel auf der Pilgerfahrt. Mit Photographiken von Andreas Leidler. Gustav Kiepenheuer Verlag, Weimar 1978
- Dschuhas Abenteuer. Tunesische Volkserzählungen und Märchen. Gustav Kiepenheuer Verlag, Weimar 1979
- Unter einem Regenbogen bin ich heut gegangen. Sprichworte, Schnurren und Bräuche südosteuropäischer Zigeuner. Gustav Kiepenheuer Verlag, Weimar u. Leipzig 1982
- Arabische Sprichwörter. Gedichte & Aphorismen. VMA-Verlag, Wiesbaden 1982
- ODER. Berlin 1987
- ATEM. Berlin 1988
- Zeitfurche. Zusammen mit Norbert Wagenbrett. BONsai-typART Verlag, Berlin 1992
- Persona non grata. Gedichte. BONsai-typART Verlag, Berlin 1995
- Mitlesebuch 9. Gedichte. Aphaia Verlag, Berlin 1995
- Der schwangere Kupferkessel. Zusammen mit Hans Stumme. Unionsverlag, Zürich 1996, ISBN 3-293-20069-9 und ISBN 978-3-293-20069-2.
- Zerschliffene Landschaft. Gedichte. BONsai-typART Verlag, Berlin 1996, ISBN 3-910183-17-4
- Im Astwerk schrill. Gedichte zum 60. Geburtstag des Komponisten Johann Gottlob von Wrochem, mit Illustrationen von Siegfried Kühl. Aphaia Verlag, 1998, ISBN 978-3-926677-24-2 und ISBN 3-926677-24-4
- Metamorphose des Steins. Gedichte. Corvinus Presse, Berlin-Friedrichshagen 2002

### Übersetzungen
- Anton Tschechow: Kaschtanka. Mit einem Nachwort von Wilfried M. Bonsack und 10 ganzseitigen Original-Farbholzschnitten von Esteban Fekete. Bear Press, Bayreuth 2001

### (Mit-)Herausgeberschaften
- Der orientalisch-indianische Kunst- und Lustgärtner. Zusammen mit Friedemann Berger. Gustav Kiepenheuer Verlag, Weimar 1973